# Agapanthinus callophilus
Agapanthinus callophilus là một loài Hymenoptera trong họ Apidae. Loài này được Cockerell mô tả khoa học năm 1923.